# Зябровка (аэродром)
Зябровка (или Прибытки) — белорусская военная авиабаза в Гомельской области, в 16 км к юго-востоку от Гомеля.

## История
В начале 1960-х с аэродрома осуществлялись полёты на Ту-16Р. Был отремонтирован в 1963 году. В 1966 году аэродром получил Ту-22Р, а к 1967 году там базировалось 24 самолета.
Прибытки были одним из девяти основных мест эксплуатации Ту-22 в середине 1960-х годов. Самолетам-разведчикам ставились задачи на Балтике и в Северной Европе. С 1973 по 1980-е годы здесь тренировались на Ту-22 пилоты из Ливии и Ирака. В 1994 году подразделения Ту-22 были расформированы, а самолеты отправлены в Энгельс-2 на утилизацию.
В Прибытках базировался 290 ОДРАП (290-й отдельный дальний разведывательный авиаполк), летавший на Ту-16Р с начала 1960-х по 1994 год и на Ту-22РДМ — с 1960-х по 1994 год; а также несколько Ту-22Р. С 1960 по 1980 год полк входил в состав 6-го бомбардировочного авиационного корпуса, а с 1980 по 1994 год — в состав 46-й воздушной армии.
Во время вторжения России на Украину в 2022 году российские военные разместили здесь ударные вертолеты. Аэродром передан в оперативное управление ВС России.